# Jens Peter Berthelsen
Jens Peter Berthelsen (* 15. Dezember 1854 in Strø, Hillerød; † 26. Juli 1934 in Kopenhagen) war ein dänischer Fechter.
Er nahm an den Olympischen Sommerspielen 1900 im Florett für Fechtmeister teil. Dort schied er durch Jury in der ersten Runde aus. Im Endergebnis belegte er Platz 47.
Sein Sohn Jens Berthelsen wurde ebenfalls Fechter und nahm an den Olympischen Sommerspielen 1912, 1924 und 1928 teil.